# Parallonothrus nigeriensis
Parallonothrus nigeriensis är en kvalsterart som beskrevs av Badejo, Woas och Beck 2002. Parallonothrus nigeriensis ingår i släktet Parallonothrus och familjen Trhypochthoniidae. Inga underarter finns listade i Catalogue of Life.